# Nicklas Porsing
Nicklas Kheenah An Porsing, ur. jako Nicklas André Porsing (ur. 7 stycznia 1993 w Herning) – duński żużlowiec.

## Życiorys
Srebrny medalista drużynowych mistrzostw Europy juniorów (Landshut 2012). Finalista indywidualnych mistrzostw Europy juniorów (Opole 2012 – XIV miejsce). Dwukrotny finalista indywidualnych mistrzostw świata juniorów (2012 – V miejsce, 2013 – XI miejsce). Złoty medalista drużynowych mistrzostw świata juniorów (Pardubice 2013).
W lidze polskiej reprezentant klubu Ostrovia Ostrów Wielkopolski (2013–2015), Stal Rzeszów (2016-2018). Wilki Krosno (2019), PSŻ Poznań (2019-2020).